# Savignia
Genre
Synonymes
- Delorrhipis Simon, 1884
- Cephalethus Chamberlin & Ivie, 1947

Savignia est un genre d'araignées aranéomorphes de la famille des Linyphiidae.

## Distribution
Les espèces de ce genre se rencontrent en écozone holarctique sauf Savignia erythrocephala d'Australie et Savignia kartalensis des Comores.

## Liste des espèces
Selon World Spider Catalog (version 24.5, 28/09/2023) :
- Savignia amurensis Eskov, 1991
- Savignia badzhalensis Eskov, 1991
- Savignia basarukini Eskov, 1988
- Savignia birostrum (Chamberlin & Ivie, 1947)
- Savignia borea Eskov, 1988
- Savignia bureensis Tanasevitch & Trilikauskas, 2006
- Savignia centrasiatica Eskov, 1991
- Savignia ericola Tanasevitch, 2023
- Savignia erythrocephala (Simon, 1908)
- Savignia eskovi Marusik, Koponen & Danilov, 2001
- Savignia frontata Blackwall, 1833
- Savignia fronticornis (Simon, 1884)
- Savignia harmsi Wunderlich, 1980
- Savignia kartalensis Jocqué, 1985
- Savignia kawachiensis Oi, 1960
- Savignia naniplopi Bosselaers & Henderickx, 2002
- Savignia producta Holm, 1977
- Savignia pseudofrontata Paik, 1978
- Savignia rostellatra Song & Li, 2009
- Savignia saitoi Eskov, 1988
- Savignia superstes Thaler, 1984
- Savignia ussurica Eskov, 1988
- Savignia yasudai (Saito, 1986)
- Savignia zero Eskov, 1988

## Systématique et taxinomie
Ce genre a été décrit par Blackwall en 1833.
Cephalethus a été placé en synonymie par Tanasevitch en 1985.
Delorrhipis a été placé en synonymie par Wunderlich en 1995.

## Étymologie
Ce genre est nommé en l'honneur de Jules-César Savigny.

## Publication originale
- Blackwall, 1833 : « XXI. Characters of some undescribed genera and species of Araneidae. » London and Edinburgh Philosophical Magazine and Journal of Science, sér. 3, vol. 14, p. 104-112 (texte intégral).